# Lange Munte (Kortrijk)
De Lange Munte is een wijk in de Belgische stad Kortrijk. De buurt bevindt zich ten zuidoosten van de historische binnenstad binnen het stadsdeel Hoog Kortrijk en grenst aan de Sint-Elisabethwijk.

## De wijk op heden
De wijk bestaat vooral uit sociale woningen en is opgebouwd vanuit de tuinwijkgedachte. Het centrale plein is het Lange Munteplein. De buurt is een van de belangrijkste 20e-eeuwse stadsuitbreidingen van Kortrijk. Op de Lange Munte bevinden zich tevens de stedelijke topsporthal Lange Munte en een nieuwe begraafplaats. Eind 2011 wordt het crematorium Uitzicht, een ontwerp van de Portugese architect Eduardo Souto de Mora, gelegen naast de nieuwe begraafplaats, in gebruik genomen. Jaarlijks vindt hier het sportevenement Kortrijk Loopt plaats.

## Trivia
- De wijk is met de binnenstad verbonden via de stadsbuslijn 3.
- Sinds 1 juli 2010 werd de kerk van de Lange Munte, de Sint-Pauluskerk, ontwijd. De voormalige kerk wordt nu gebruikt voor ontmoetingsactiviteiten en kleine podiumvoorstellingen. Daarnaast bevindt er zich nog een buurtbibliotheek.[dode link]
- Diverse straten in de Lange Muntewijk zijn vernoemd naar de zustersteden van de stad Kortrijk en naar Vlaamse geleerden of uitvinders.

Belgische gemeenten · Arrondissement Kortrijk · West-Vlaanderen · Vlaanderen